# Cuauhtémoc (Ciudad de México)
Cuauhtémoc es una de las dieciséis demarcaciones territoriales en que se encuentra dividida la Ciudad de México. Colinda al norte con las demarcaciones territoriales de Azcapotzalco y Gustavo A. Madero, al sur con Iztacalco y Benito Juárez, al poniente con Miguel Hidalgo y al oriente con Venustiano Carranza. Es su nombre un reconocimiento al tlatoani mexica Cuauhtémoc, quien luchó en la batalla de México-Tenochtitlan. Esta demarcación abarca un total de 34 colonias.
La alcaldía Cuauhtémoc es el corazón de Ciudad de México, y en ella se encuentra su centro histórico. Las construcciones que se encuentran en la colonia son de gran antigüedad, con un tiempo de vida de hasta 500 años o más; se hallan claros ejemplos vecindades, aunque muchas de estas ya no son habitadas.
La cabecera de la alcaldía está en la colonia Buenavista. La superficie de la alcaldía es de 32.44 km cuadrados, lo que representa el 2.1 % del área total de Ciudad de México. La población asciende a los 521 348 habitantes. Desde el 1 de octubre de 2024, la alcaldesa es Alessandra Rojo de la Vega.
El terreno de la alcaldía es plano en su mayor parte, con una ligera pendiente hacia el suroeste de la misma y una altitud promedio de 2230 m s. n. m. El terreno se delimita por dos ríos entubados: los ríos de la Piedad y Consulado, hoy en día parte del Circuito Interior.
Por la alcaldía Cuauhtémoc transitan alrededor de 5 millones de personas (población flotante) y asimismo, la convierte en la cuarta demarcación, y la quinta a nivel nacional, con el mayor índice de desarrollo humano en México debido a la calidad de sus servicios, la intensa actividad comercial desarrollada en la zona y por su alto carácter adquisitivo e inmobiliario en algunas de sus colonias cercanas al centro histórico y el área financiera del Paseo de la Reforma.

## Colonias
Consta de 33 colonias:
- Algarín
- Ampliación Asturias
- Asturias
- Atlampa
- Buenavista
- Buenos Aires
- Centro
- Condesa
- Cuauhtémoc
- Doctores
- Esperanza
- Ex Hipódromo de Peralvillo
- Felipe Pescador
- Guerrero
- Hipódromo
- Hipódromo Condesa
- Juárez
- Maza
- Morelos
- Obrera
- Paulino Navarro
- Peralvillo
- Roma Norte
- Roma Sur
- San Rafael
- San Simón Tolnahuac
- Santa María Insurgentes
- Santa María la Ribera
- Unidad Habitacional Nonoalco-Tlatelolco
- Tabacalera
- Tránsito
- Valle Gómez
- Vista Alegre

## Cultura
Esta alcaldía toma su nombre del último tlatoani mexica, quien reorganizó al ejército y al pueblo contra el ataque de los conquistadores. Cuauhtémoc es un nombre náhuatl proveniente de las voces cuauhtli, «águila», y témoc, «que baja» o «que cae», como modo de aludir al sol (el águila) en el atardecer.
El 29 de diciembre de 1970, la Ley Orgánica del Departamento del Distrito Federal dividió su territorio en 16 delegaciones, una de las cuales fue Cuauhtémoc, considerada el corazón de Ciudad de México.
Desde entonces la alcaldía Cuauhtémoc, considerada el corazón de Ciudad de México, es un cuerpo político muy complejo; en sus calles se mezclan la nostalgia del mundo prehispánico, el clásico virreinal y las edificaciones modernas, como símbolo de un nuevo equilibrio, que le han dado el título de riquezas que construyen nuevas formas de relacionarse con el comercio y los negocios.
Las actividades mercantiles, instituciones públicas y privadas, culturales, sociales han hecho posible que sea la séptima economía del país, pues aporta el 4.6 % del producto interno bruto Neto, concentra el 36 % del equipamiento y el 40 % de la infraestructura cultural de Ciudad de México.

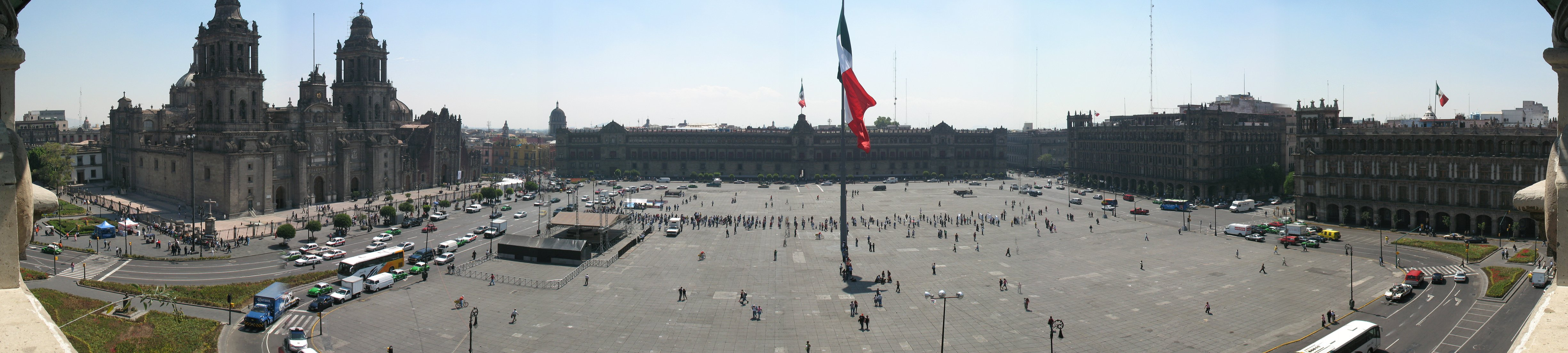
Vista panorámica del Zócalo, plaza ubicada en la colonia Centro de la demarcación Cuauhtémoc, con el Palacio Nacional (sede del poder ejecutivo federal) al fondo, flanqueado por la Catedral Metropolitana a la izquierda, el Edificio de Gobierno a la derecha y el Antiguo Palacio del Ayuntamiento a un costado; ambos son sedes del Gobierno de la Ciudad de México.

## Demografía

### Población
- Población total: 814 983 (1980), 595 960 (1990), 516 255 (2000), 531 831 (2010),[9] 545 884 (2020)[10]
- Nacimientos (2010): 10 211.[11]
- Defunciones (2010): 4437.[11]
- Población económicamente activa: 237 117.[cita requerida]
- Viviendas particulares 173 804.[11]
- Marginación en el 2000: Muy bajo.[12]
- Número de manzanas: 2,627

| \| Colonia \| Población Total 2000 \| Población Total 2010 \| \| -------------------------- \| -------------------- \| -------------------- \| \| Algarín \| 5022 \| 5556 \| \| Asturias \| 4828 \| 4364 \| \| Ampliación Asturias \| 6050 \| 5708 \| \| Atlampa \| 10 414 \| 14 433 \| \| Buenavista \| 14 911 \| 15 605 \| \| Buenos Aires \| 5000 \| 5772 \| \| Centro \| 66 713 \| 61 229 \| \| Condesa \| 9508 \| 8453 \| \| Cuauhtémoc \| 10 387 \| 11 399 \| \| Doctores \| 37 310 \| 44 703 \| \| Esperanza \| 2621 \| 4072 \| \| Ex Hipódromo de Peralvillo \| 11 182 \| 11 711 \| \| Felipe Pescador \| 1309 \| 1988 \| \| Guerrero \| 40 093 \| 42 339 \| \| Hipódromo \| 13 248 \| 13 572 \| \| Hipódromo Condesa \| 3573 \| 3204 \| \| Juárez \| 9499 \| 10 184 \| \| Maza \| 2570 \| 2503 \| \| Morelos \| 35 607 \| 36 590 \| \| Obrera \| 36 750 \| 35 224 \| \| Paulino Navarro \| 5793 \| 5307 \| \| Peralvillo \| 20 213 \| 20 213 \| \| Tabacalera \| 3864 \| 3267 \| \| Roma Norte \| 26 610 \| 27 770 \| \| Roma Sur \| 17 406 \| 17 435 \| \| San Rafael \| 17 899 \| 19 684 \| \| San Simón Tolnáhuac \| 8735 \| 9885 \| \| Santa María Insurgentes \| 1531 \| 1480 \| \| Santa María La Ribera \| 39 539 \| 40 960 \| \| Tránsito \| 8503 \| 9720 \| \| Unidad Nonoalco-Tlatelolco \| 30 088 \| 27 843 \| \| Valle Gómez \| 5198 \| 6281 \| |                      |                      |
| Colonia | Población Total 2000 | Población Total 2010 |
| Algarín | 5022                 | 5556                 |
| Asturias | 4828                 | 4364                 |
| Ampliación Asturias | 6050                 | 5708                 |
| Atlampa | 10 414               | 14 433               |
| Buenavista | 14 911               | 15 605               |
| Buenos Aires | 5000                 | 5772                 |
| Centro | 66 713               | 61 229               |
| Condesa | 9508                 | 8453                 |
| Cuauhtémoc | 10 387               | 11 399               |
| Doctores | 37 310               | 44 703               |
| Esperanza | 2621                 | 4072                 |
| Ex Hipódromo de Peralvillo | 11 182               | 11 711               |
| Felipe Pescador | 1309                 | 1988                 |
| Guerrero | 40 093               | 42 339               |
| Hipódromo | 13 248               | 13 572               |
| Hipódromo Condesa | 3573                 | 3204                 |
| Juárez | 9499                 | 10 184               |
| Maza | 2570                 | 2503                 |
| Morelos | 35 607               | 36 590               |
| Obrera | 36 750               | 35 224               |
| Paulino Navarro | 5793                 | 5307                 |
| Peralvillo | 20 213               | 20 213               |
| Tabacalera | 3864                 | 3267                 |
| Roma Norte | 26 610               | 27 770               |
| Roma Sur | 17 406               | 17 435               |
| San Rafael | 17 899               | 19 684               |
| San Simón Tolnáhuac | 8735                 | 9885                 |
| Santa María Insurgentes | 1531                 | 1480                 |
| Santa María La Ribera | 39 539               | 40 960               |
| Tránsito | 8503                 | 9720                 |
| Unidad Nonoalco-Tlatelolco | 30 088               | 27 843               |
| Valle Gómez | 5198                 | 6281                 |

Según el «Censo general de población y vivienda», efectuado en 2010 por el Instituto Nacional de Estadística y Geografía (INEGI), la Alcaldía Cuauhtémoc tenía hasta ese año una población total de 531 831 habitantes. De ellos, 251 725 eran hombres y 280 106 eran mujeres.

### Indicadores de pobreza
Los resultados del Consejo Nacional de Evaluación de la Política de Desarrollo Social (Coneval), correspondientes al año 2010, arrojan los siguientes datos:
- Indigentes 0.19 %, 1038 personas.
- Pobres extremos 1.8 %, 7669 personas.
- Pobres moderados 25.6 %, 110 206 personas.
- Vulnerables por ingreso 5.7 %, 24 505 personas.
- Vulnerables por carencia social 34.8 %, 149 736 personas.
- Población no pobre y no vulnerable 32.1 %, 138 273 personas.

### Principales mercados

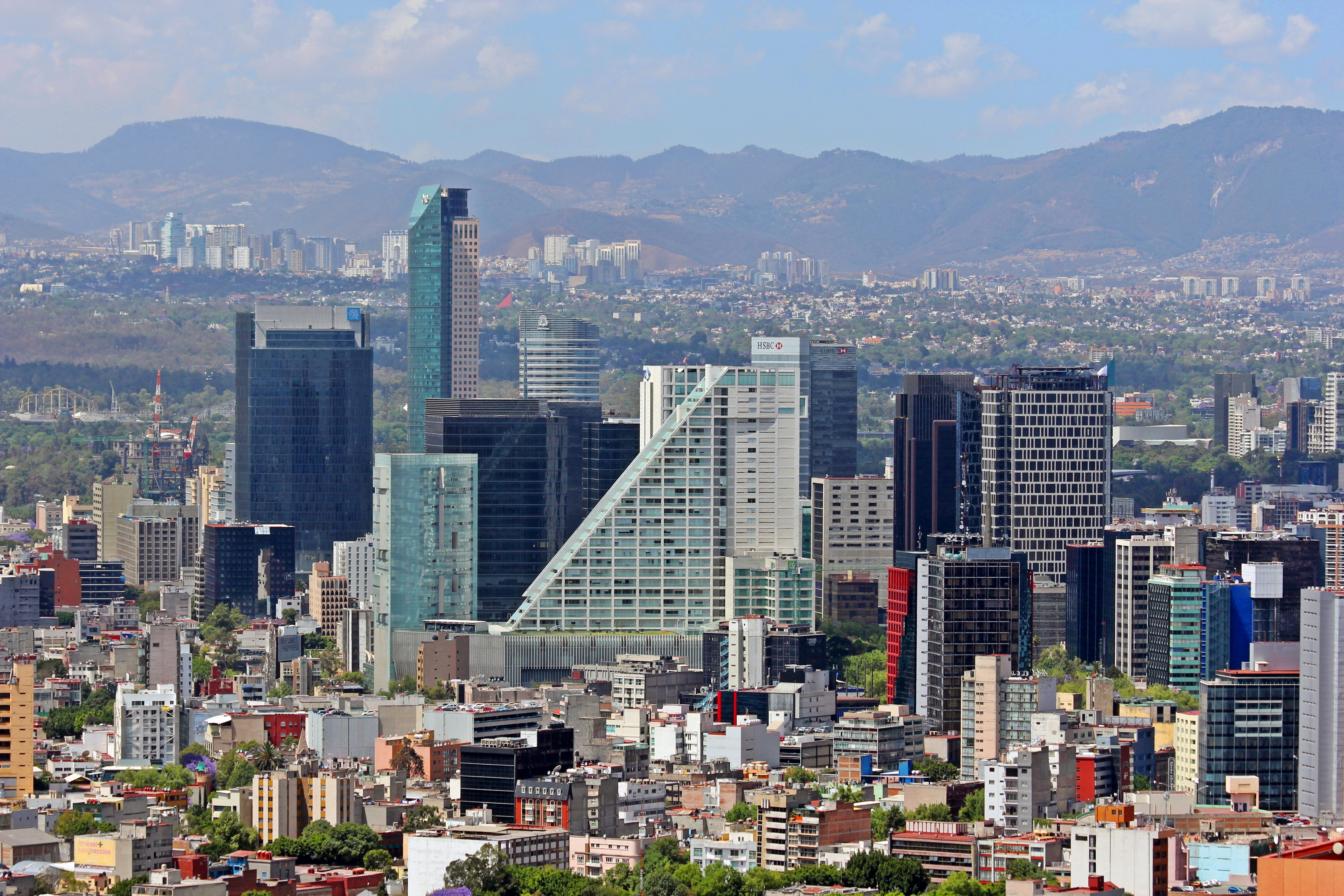
Paseo de la Reforma, centro financiero de la alcaldía Cuauhtémoc.

- Mercado de San Juan Pugibet, ubicado en la calle de Ernesto Pugibet núm. 21, en la colonia Centro, especializado en carnes y productos exóticos.

En parte de lo que fueron accesorias y bodegas de la Fábrica de Tabacos El Buen Tono se construyó este singular mercado. Por los productos que vende, por los marchantes que atienden y por los compradores que circulan entre sus puestos, todo lo vuelve un sitio con su propio lenguaje. Hasta mediados del siglo XX, la población cercana al barrio, y luego la fuereña, orilló a los puesteros a satisfacer a sus clientes con productos difíciles de encontrar en otros mercados: quesos fermentados y de olor intenso; carnes de cabrito de leche, lechón, conejo o carnero; sabores prehispánicos, como el armadillo, tepezcuintle, cocodrilo, escamoles, chapulines, gusanos de maguey o jabalí; aves: pollo, pavo, perdiz, pato, ganso o pichón. Gradualmente la fama de su exquisitez ganó las preferencias: en sus pasillos se encuentran todo tipo de personas con listas de productos raros en mano, así como de gourmets, chefs y extranjeros que aspiran a encontrar el sabor lejano. Algunos encargados pueden explicar los matices que diferencian al huachinango del esmedregal; a narrar historias de los pescadores de pulpo, de langosta o de percebe; a dibujar el trayecto del rábano blanco o de la hoja de crisantemo, o bien a dictar sus más preciadas recetas. [cita requerida]
Horario: lunes a domingo de 7 a 17 horas.
- Lagunilla Zona, ubicado en las avenidas Rayón y Comonfort, en la colonia Centro, posee 574 locales. Se inauguró el 14 de octubre de 1957.

Se venden en él muebles o detalles específicos para la casa, en todos los estilos: comedores de aspecto rústico, mesitas de café y libreros de diseño (o de imitación de diseñadores famosos), lámparas de vitral o de lava y candelabros con aspecto antiguo.
Horario: lunes a domingo de 11 a 19 horas.
- Mercado de San Cosme, ubicado en la avenida Ribera de San Cosme en la colonia San Rafael, posee 533 locales. Se inauguró el 8 de marzo de 1963.

- Tepito Zona, ubicado en las avenidas Toltecas y Matamoros en la colonia Morelos, posee 497 locales. Se inauguró el 14 de octubre de 1957. Es el mercado callejero más grande de la Ciudad de México. Se trata de una larga cadena de puestos —también conocido como tianguis—, colocados en la calle, alrededor de los mercados fijos: ahí se encuentra desde un clavo hasta ropa, aparatos eléctricos, cualquier clase de celuloide, joyas, etcétera. Es un mercado kilométrico en el que, entre los productos de segunda mano, se hallan mercancías originales. Es recomendable visitarlo de día.

- Hidalgo Zona, ubicado en las avenidas Dr. Arce y Dr. Andrade, en la colonia Doctores, posee 974 locales. Se inauguró el 3 de febrero de 1958.

- San Juan Arcos de Belén, ubicado en avenida Arcos de Belén y López en la colonia Centro. Posee 383 locales y se inauguró el 24 de junio de 1954.

- La Merced Mixcalco, ubicado en Mixcalco y Anillo de Circunvalación, en la colonia Centro, posee 921 locales. Se inauguró el 23 de septiembre de 1957. En este mercado se encuentra sobre todo ropa deportiva, uniformes y chamarras de piel, pero también hay ropa en general para hombres, mujeres y niños, vestidos de primera comunión y bautizo, así como sombreros y calzado. Horario: lunes a domingo de 9:30 a 18 horas.

- Mercado Martínez de la Torre, en el Eje 1 Norte y la calle Soto, en la colonia Guerrero, inaugurado por Benito Juárez el 5 de mayo de 1870. Cabe mencionar que este mercado se construyó en terrenos del licenciado Rafael Martínez de la Torre, y se llamaba Mercado Guerrero; posteriormente se le puso su nombre y se formó, así, lo que hoy se conoce como la colonia Guerrero.

- Mercado Medellín, ubicado en la colonia Roma; es uno de los más antiguos.

## Economía
La mezcla de vínculos entre las actividades mercantiles, instituciones públicas, privadas, culturales y sociales han hecho posible que la alcaldía Cuauhtémoc sea la séptima economía del país, pues aporta el 4.6 % del producto interno bruto neto y concentra el 36 % de equipamiento y el 40 % de la infraestructura cultural de Ciudad de México.

### Empresas en la demarcación
La Alcaldía Cuauhtémoc tiene la sede de Aeroméxico y la sede de HSBC México. Colonia Juárez tiene las sedes de Cablemás y Magnicharters.

## Principales plazas, parques y jardines
Estas áreas representan el 3 % del territorio de la Alcaldía. No existen suficientes parques urbanos que atiendan las necesidades de su población, empleados y visitantes, provocando la saturación de los jardines y parques vecinales existentes.
Se distinguen cuatro parques y jardines urbanos: Alameda Central, Parque General San Martín (conocido como el Parque México), Parque España y Ramón López Velarde, y la Alameda de Santa María la Ribera, considerados como áreas de valor ambiental; en conjunto conforman una superficie de 6.25 hectáreas.
Los parques y jardines públicos vecinales cumplen una función social y recreativa, que representa una superficie de 63.93 hectáreas.
Es importante señalar que muchas de las plazas y espacios públicos importantes se ubican dentro de los polígonos de conservación patrimonial, por lo cual los criterios de intervención y remodelación deben tomar en cuenta la normativa en materia de conservación.
En general tanto las plazas como las áreas verdes, parques y jardines se encuentran en buen estado de conservación.
- Plaza del Rock and Roll. Esta plaza comenzó sus actividades el sábado 2 de junio de 2001, siendo su sede original el Monumento a la Revolución; en un horario de 16:00 a 18:00 h. Cada sábado la gente se reunía para ir a bailar y disfrutar con los más renombrados grupos rocanroleros de antaño así como con los de nueva creación. El día de la inauguración de la plaza se presentó el grupo "Los CrazyBoys" y a partir de ese momento desfilaron en esta plaza las grandes figuras de este género Hoolligans y los hermanos Carrión, los Louds Jets, los Crazy Kings, babyBatiz, Javier Bátiz, las Estrellas, los Teen Tops, los Sparks, entre otros. También ha servido de plataforma para la proyección de grupos de nueva creación. Posteriormente se amplió el horario, siendo este de 15:00 a 20:00 h. La razón de esto no tuvo que ver con los usuarios sino con el costo de sonorización de los grupos; ya que los contratos mínimos eran por 5hrs, aunque sólo se emplearan 1 o 2 h. Con la remodelación que se llevó a cabo en el Monumento a la Revolución, la plaza del rock and roll se trasladó a la alcaldía Cuauhtémoc, donde hasta la fecha continúa. Normalmente tienen música en vivo 1 o 2 veces por mes, ya que los grupos que se presentan vienen, desde hace varios años, de manera gratuita.

- Plaza de la Trova. En la Ciudad de México convergen desde hace años diversas formas de hacer "canción", desde los boleros románticos, hasta la bucólica lírica rupestre pasando por el mensaje social del canto nuevo etc. Es "La trova" como se le identifica al conjunto de estos movimientos líricos y musicales de carácter poético y propositivo. Los espacios para la promoción y difusión de esta música son tremendamente limitados para una ciudad tan grande y con tantos exponentes locales y avecindados de fuera, para las generaciones anteriores y prolíficas y para en sinnúmero de jóvenes que desenfundan sus guitarras para engrosar el cancionero popular de Ciudad de México. De ahí la importancia de impulsar "La Plaza de la Trova" como un espacio oficial y sin exclusiones donde difundir el vasto trabajo de los compositores mexicanos, en dicha plaza se pretende generar un espacio fijo y constante donde el artífice de la canción encuentre un punto no solo de difusión y convivencia con el público y otros creadores, sino que también genere su propio mercado para la venta de sus productos discográficos y de contrataciones.

- Plaza del Danzón, aunque el evento de Danzón nace en 1995 (entre finales de octubre y principios de noviembre), es hasta el 27 de enero de 1996 cuando se inaugura la Plaza de la Ciudadela como la Primera Plaza del Danzón al aire libre en la Ciudad de México. Esta plaza, al igual que muchas en ese momento, tenía como objetivo ser rescatada para el uso de la comunidad; enfocándose en este caso en particular, en el otro objetivo que era dar un espacio de recreación para los adultos mayores; población que era relevante y que recibía la atención a través de programas de diferente índole por parte de las autoridades. El festejo de cada aniversario, ha consistido en una muestra danzonera por parte de diferentes grupos tanto de Ciudad de México como del interior de la República. El pasado 27 de enero de 2014, se cumplieron 18 años, en este aniversario, por primera vez, se presentó una rutina colectiva; por parte de algunos de los asistentes a la ciudadela a la una de la tarde.

## Política

### Delegados (1982-2000)
| Delegado | Delegado                   | Periodo   | Partido | Nombrado por | Nombrado por                                |
| -------- | -------------------------- | --------- | ------- | ------------ | ------------------------------------------- |
|          | Carlos Fabre del Rivero    | 1982-1985 |         |              | Miguel de la Madrid (como presidente)       |
|          | Enrique Jackson Ramírez    | 1985-1988 |         |              | Miguel de la Madrid (como presidente)       |
|          | Wenceslao Sandoval Arreola | 1988      |         |              | Miguel de la Madrid (como presidente)       |
|          | Ignacio Vázquez Torres     | 1988-1990 |         |              | Carlos Salinas de Gortari (como presidente) |
|          | Guillermo Orozco Loreto    | 1990-1994 |         |              | Carlos Salinas de Gortari (como presidente) |
|          | Jesús Dávila Narro         | 1994-1996 |         |              | Ernesto Zedillo (como presidente)           |
|          | Alejandro Carrillo Castro  | 1996-1997 |         |              | Ernesto Zedillo (como presidente)           |
|          | Carlos Javier Vega Memije  | 1997      |         |              | Ernesto Zedillo (como presidente)           |
|          | Jorge Legorreta Gutiérrez  | 1997-2000 |         |              | Cuauhtémoc Cárdenas (como jefe de Gobierno) |

### Jefes delegacionales (2000-2018)
| Jefe delegacional | Jefe delegacional            | Periodo   | Partido | Elección |
| ----------------- | ---------------------------- | --------- | ------- | -------- |
|                   | Dolores Padierna Luna        | 2000-2003 |         | 2000     |
|                   | José Alfonso Suárez del Real | 2003      |         | —        |
|                   | Virginia Jaramillo Flores    | 2003-2006 |         | 2003     |
|                   | José Luis Muñoz Soria        | 2006-2009 |         | 2006     |
|                   | Agustín Torres Pérez         | 2009-2012 |         | 2009     |
|                   | Alejandro Fernández Ramírez  | 2012-2015 |         | 2012     |
|                   | Ricardo Monreal Ávila        | 2015-2017 |         | 2015     |
|                   | Rodolfo González Valderrama  | 2017-2018 |         | —        |

### Alcaldes (2018-presente)
| Alcalde | Alcalde                    | Periodo         | Partido | Elección |
| ------- | -------------------------- | --------------- | ------- | -------- |
|         | Néstor Núñez López         | 2018-2021       |         | 2018     |
|         | Sandra Cuevas Nieves       | 2021-2024       |         | 2021     |
|         | Raúl Ortega Rodríguez      | 2024            |         | —        |
|         | Alessandra Rojo de la Vega | 2024-actualidad |         | 2024     |

## Administración
La estructura orgánica de la alcaldía Cuauhtémoc se compone de la siguiente forma:
- Alcalde
- Dirección General Jurídica y de Servicios Legales
- Dirección General de Gobierno
- Dirección General de Administración
- Dirección General de Desarrollo y Bienestar
- Dirección General de Servicios Urbanos
- Dirección General de Obras y Desarrollo Urbano
- Dirección General de Seguridad Ciudadana y Protección Civil
- Dirección General de los derechos Culturales, Recreativos y Educativos
- Dirección Territorial Centro Histórico
- Dirección Territorial Juárez-San Rafael
- Dirección Territorial Obrera-Doctores
- Dirección Territorial Roma-Condesa
- Dirección Territorial Santa María Tlatelolco
- Dirección Territorial Tepito-Guerrero

## Turismo

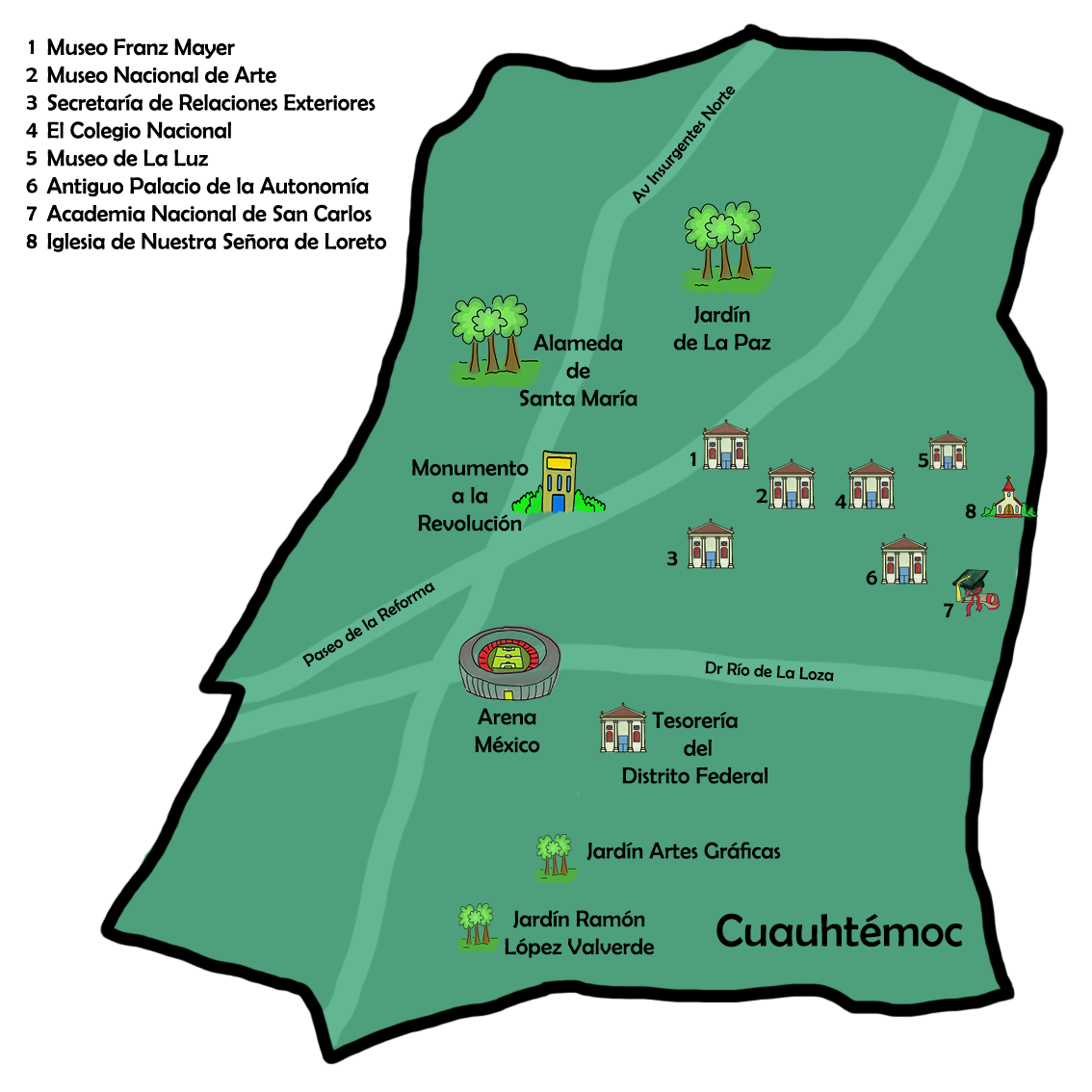
Mapa de los lugares turísticos más representativos de la alcaldía Cuauhtémoc

### Atractivos turísticos y sitios de interés
Las zonas de turismo local más relevantes en la alcaldía son siete:
- Garibaldi-Alameda-Bellas Artes
- Roma-Condesa
- Santa María la Ribera
- Zona Rosa
- Tlatelolco
- Centro Histórico
- Tabacalera
- San Rafael

De ellas, se desprenden las siguientes atracciones:
- Museo Casa de Alfonso Reyes, también llamado Capilla Alfonsina, ubicado en avenida Benjamín Hill n.º 122, colonia Condesa. Se inauguró en 1972, fue establecido a iniciativa de Alicia Reyes, nieta de Alfonso Reyes Ochoa. Opera como museo de sitio, ya que ahí residió el escritor desde 1939 hasta 1959, fecha de su muerte.
- Museo de Cera de la Ciudad de México, ubicado en la calle de Londres n.º 6, colonia Juárez. Se inauguró el 27 de agosto de 1979. Su acervo original lo constituían 200 figuras de cera de relevantes personajes nacionales e internacionales. Fue reinaugurado en noviembre de 1993.
- Museo de lo Increíble (Ripley), ubicado a un costado del Museo de Cera, se distingue por su construcción en forma de castillo medieval. Fue inaugurado en 1992 por el entonces secretario de Turismo, Pedro Joaquín Coldwell, y reúne la colección de objetos asombrosos de Roberto L. Ripley.
- Colegio y Plaza de las Vizcaínas, ubicada en la Calle de las Vizcaínas, Callejón de Aldaco y Callejón de San Ignacio, en el centro histórico. Fundada a mediados del siglo XVIII como Colegio de San Ignacio de Loyola por los filántropos vascos Ambrosio de Meave, José de Aldaco y Francisco Echeveste, este colegio estuvo destinado a la educación de niñas, doncellas, huérfanas y viudas de origen vasco. En él estudiaron personajes de la historia de México, como Josefa Ortiz de Domínguez, quien en épocas de la guerra de la Independencia fue conocida como "la Corregidora de Querétaro. Durante la época de las Leyes de Reforma, con la separación Iglesia-Estado, cambia su nombre por Colegio de la Paz, y retomó su nombre original, Colegio San Ignacio de Loyola (Vizcaínas) en abril de 1997 en una visita al Colegio por parte del Rey de España Dn Juan Carlos I. Actualmente se encuentra destinado a la educación de la niñez mexicana desde los niveles de jardín de niños, primaria, secundaria y preparatoria; así mismo, en ocasiones es rentado por distintas empresas o por particulares para la realización de eventos sociales. En su parte sur, se encuentra la Plaza de las Vizcaínas, un solar abierto que cuenta con un estacionamiento en su basamento.
- Plaza Garibaldi, ubicada en las calles de Montero, Allende, Ecuador y Eje Central Lázaro Cárdenas, en la colonia Guerrero. Como sede del mariachi en Ciudad de México, la Plaza Garibaldi se vincula con Cirilo Marmolejo, quien en 1920 introdujo en la capital el primer conjunto musical de este género.
- Museo de la Ciudad de México, ubicado en la avenida José María Pino Suárez 30, en el centro histórico. Depende del Gobierno de Ciudad de México, y su acervo lo integran documentos, planos, maquetas, pinturas y fotografías que exponen las características físicas del emplazamiento geográfico de Ciudad de México y un resumen de su evolución histórica y urbana.
- Plaza de las Tres Culturas, ubicada en la Unidad Habitacional Nonoalco-Tlatelolco. Está delimitada por edificios representativos de tres etapas históricas de México, de ahí su nombre: de la época prehispánica, de la virreinal y del México contemporáneo.
- Plaza de la Ciudadela, por el carácter de la construcción, por la ubicación del edificio en la entrada suroeste de la ciudad y por haber servido como fábrica de armas y cuartel, se le llamó «La Ciudadela».
- El Museo Universitario del Chopo, perteneciente a la Universidad Nacional Autónoma de México, presenta arte joven y experimental.
- Ex Teresa Arte Actual, museo de arte experimental en el centro histórico.
- Museo Experimental El Eco
- Monumento a la Revolución
- Biblioteca José Vasconcelos, se encuentra ubicada en Eje 1 Norte Mosqueta s/n esquina Aldama, col. Buenavista, cerca de las estaciones del metro, metrobús y tren suburbano Buenavista.
- Teatro del Pueblo, ubicado en Venezuela n.º 72, centro histórico. Depende del Gobierno de Ciudad de México y es un espacio dedicado a la cultura, donde se ofrecen talleres a toda la comunidad.
- Cantina la Peninsular (1872), se encuentra ubicada en Corregidora y Roldán. Se dice que se inauguró en 1872, y ha sido escenario de interminables noches bohemias; la conseja popular asegura que fue por un buen rato el búnker de Lucha Villa, en sus mejores épocas.
- Museo del Templo Mayor (1987), en Seminario Núm. 8, centro histórico. Su creación fue consecuencia de las excavaciones arqueológicas realizadas por el Proyecto Templo Mayor en su primera temporada, entre 1978 y 1982, y tiene una colección de más de siete mil objetos, así como los vestigios del Templo Mayor de Tenochtitlan.
- San Rafael - zona de Teatros. Cuenta con al menos 8 teatros, entre los que destacan: al aire libre Juan Ruiz de Alarcón, Teatro Virginia Fábregas y Manolo Fábregas, Teatro Jorge Negrete, Teatro Venustiano Carranza, Centro Cultural El Tecolote, Teatro Aldama.

## Educación

### Escuelas primarias y secundarias
El Colegio Alemán Alexander von Humboldt tenía un plantel en el número 43 de Benjamin G. Hill, Hipódromo Condesa, ahora una parte de la Universidad La Salle.

### Bibliotecas

#### Biblioteca de México
La Biblioteca de México se encuentra en el centro histórico de la Ciudad de México, en la Ciudadela, muy cerca de la estación del metro Balderas, y recibe diariamente a más de mil quinientos visitantes, que consultan los fondos editoriales y asisten a las actividades culturales y de fomento a la lectura. La inauguró el 27 de noviembre de 1946 el entonces presidente Manuel Ávila Camacho, quien estuvo acompañado por Jaime Torres Bodet, secretario de Educación Pública, y de José Vasconcelos Calderón, su primer director, quien ocupó el cargo hasta su muerte, en 1959. La biblioteca, además de ser un recinto de consulta de libros e información general, posee tres salas de exposiciones que sirven para presentar actividades culturales como: exposiciones, funciones de teatro, proyección de películas, presentaciones de libros, y talleres para niños y adultos. Desde 1998, cuenta con un Foro de Teatro que alberga a grupos independientes que presentan sus propuestas teatrales y lecturas dramatizadas. Las  instalaciones de la biblioteca han servido de marco para llevar a cabo homenajes y reconocimientos a ilustres personajes del mundo de las letras, como el «Premio Internacional Alfonso Reyes 2000», que se le otorgó a  Miguel León-Portilla, el «Premio Internacional Octavio Paz de Poesía y Ensayo 2004», que  ganó Eugenio Montejo, y el galardón a Enrique Krauze, por su  60 aniversario, entre otros.

#### Biblioteca Vasconcelos
La Biblioteca Vasconcelos de Ciudad de México es otra biblioteca ubicada en la alcaldía, justo a un lado de la antigua estación de trenes de Buenavista (hoy estación Buenavista del Ferrocarril Suburbano de la Zona Metropolitana del Valle de México), cerca del Tianguis Cultural del Chopo. Se inauguró en el 2006, durante la administración del presidente Vicente Fox Quesada, y es obra de los arquitectos Alberto Kalach y Juan Palomar, de la firma TAX Alberto Kalach. La biblioteca brinda acceso gratuito a servicios bibliotecarios en general, y también organiza diversas actividades culturales como ciclos de cine y exposiciones. Cuenta con un acervo bibliográfico de 575 000 libros clasificados y sus colecciones de material multimedia, infantil, en sistema Braille y musical.

## Monumentos
Los principales monumentos de la zona, ubicados en el corredor Paseo de la Reforma, son cinco:
- el Monumento a Colón (1871), construido por el arquitecto Ramón Rodríguez Arangoiti;
- el Monumento a Cuauhtémoc (1887), obra de Francisco M. Jiménez, con esculturas de Miguel Noreña;
- el Ángel de la Independencia (1910), inaugurado por el presidente de México Porfirio Díaz;
- la Fuente de la Diana Cazadora (1942), a cargo del arquitecto Vicente Mendiola Quezada;
- la Estela de Luz (2012), inaugurado por el presidente de México Felipe Calderón Hinojosa.
- El Monumento a la Revolución del arquitecto Carlos Obregón Santacilia, concluido en (1938) por el arquitecto francés Émile Bénard;

## Servicios de transporte
Las siguientes estaciones del Metro de la Ciudad de México cruzan la demarcación. Nótese que algunas estaciones enlazan con más de una línea:

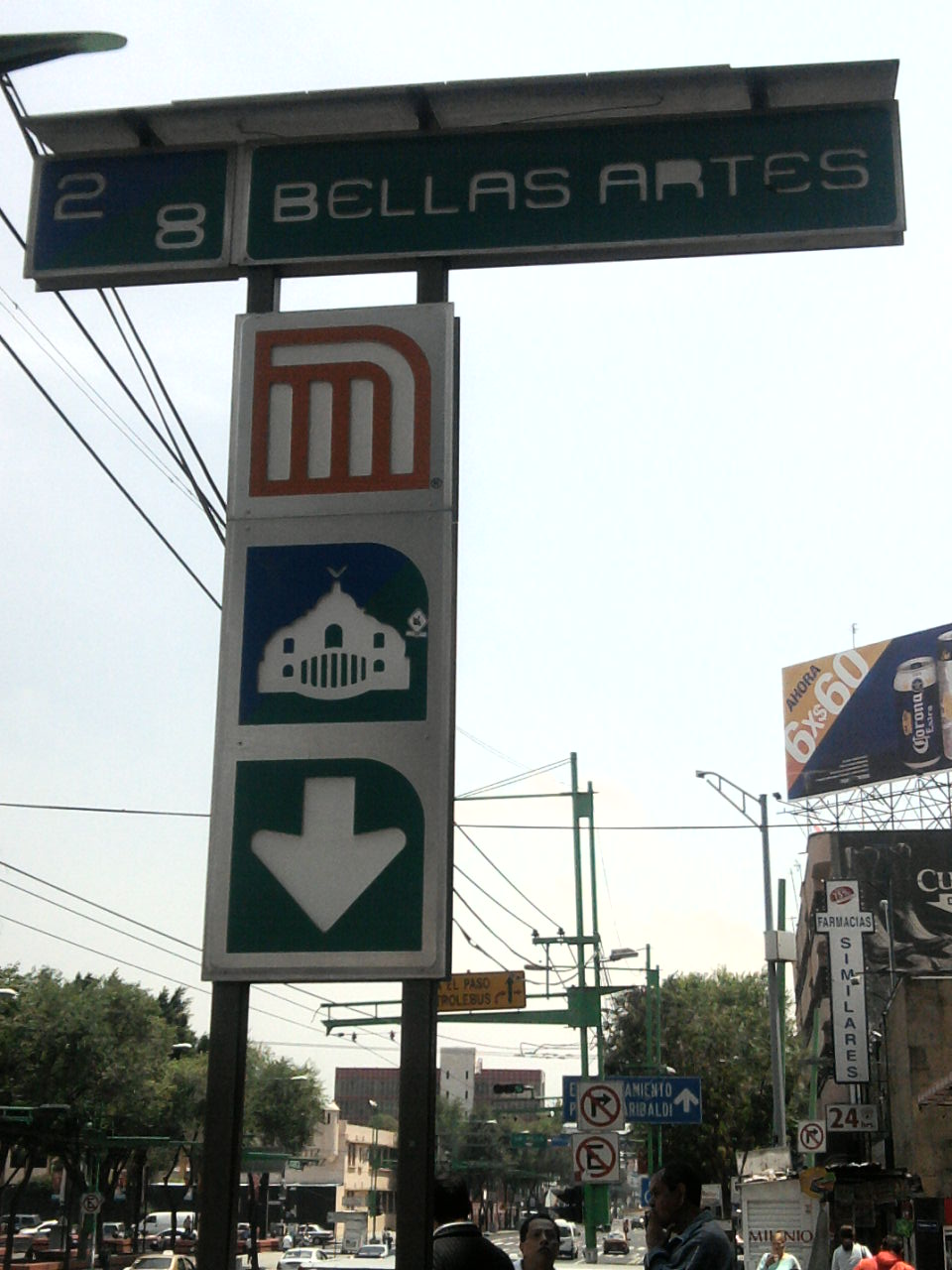
Estación Bellas Artes, líneas 2 y 8

| Estación                         | Línea |
| -------------------------------- | ----- |
| Pino Suárez                      |       |
| Isabel la Católica               |       |
| Salto del Agua                   |       |
| Balderas                         |       |
| Cuauhtémoc                       |       |
| Insurgentes                      |       |
| Sevilla                          |       |
| Chapultepec                      |       |
| San Cosme                        |       |
| Revolución                       |       |
| Hidalgo                          |       |
| Bellas Artes                     |       |
| Allende                          |       |
| Zócalo-Tenochtitlán              |       |
| San Antonio Abad                 |       |
| Chabacano                        |       |
| Tlatelolco                       |       |
| Guerrero                         |       |
| Juárez                           |       |
| Niños Héroes-Poder Judicial CDMX |       |
| Hospital General                 |       |
| Centro Médico                    |       |
| Misterios                        |       |
| Garibaldi-Lagunilla              |       |
| San Juan de Letrán               |       |
| Doctores                         |       |
| Obrera                           |       |
| La Viga                          |       |
| Lázaro Cárdenas                  |       |
| Chilpancingo                     |       |
| Patriotismo                      |       |
| Buenavista                       |       |
| Lagunilla                        |       |
| Tepito                           |       |

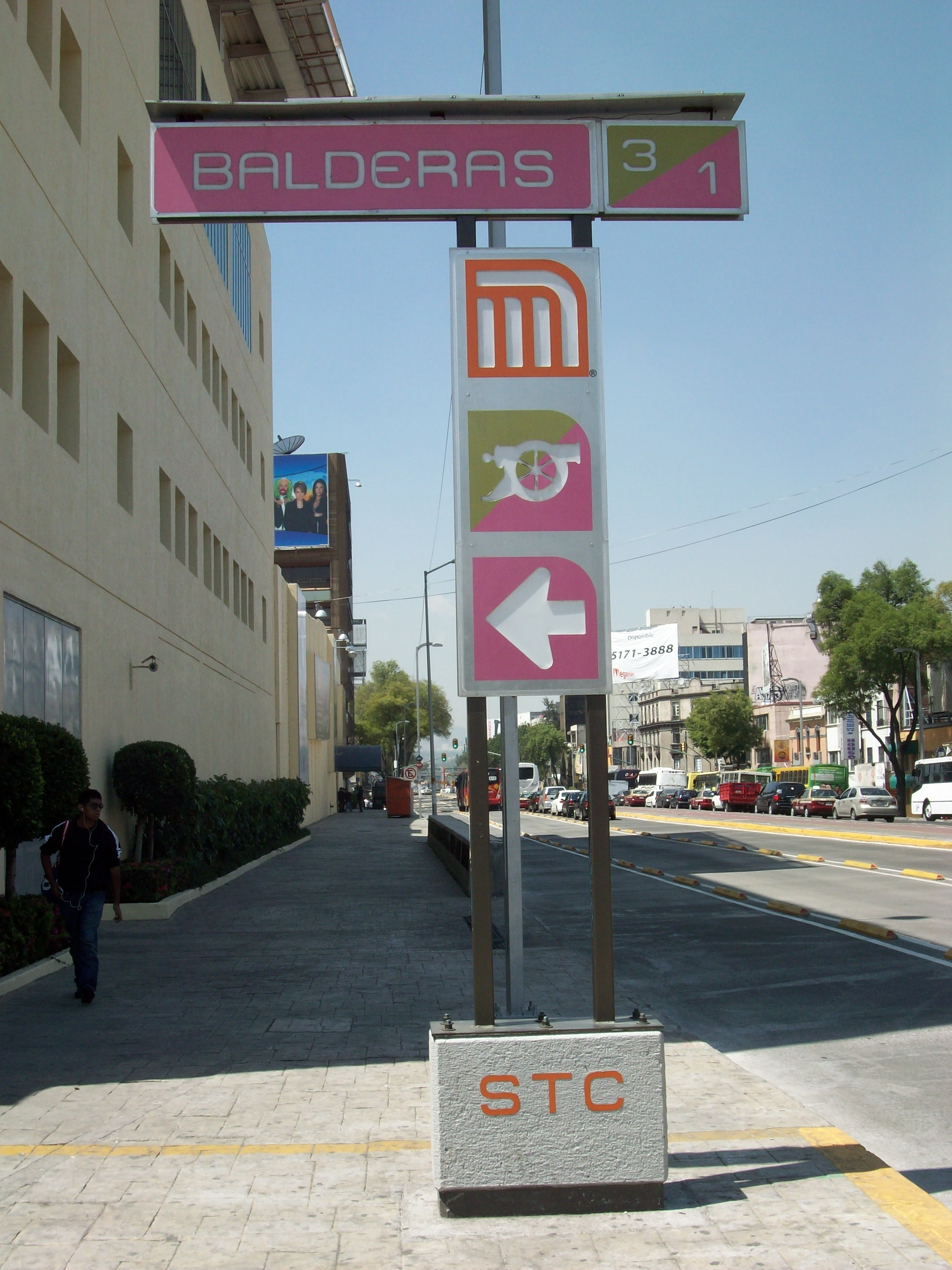
Estación Balderas, líneas 1 y 3

Las siguientes líneas del Trolebús del Servicio de Transportes Eléctricos de la Ciudad de México recorren la alcaldía:
- Línea «1» Eje Central de la Central Camionera del Norte a la Central Camionera del Sur.
- Línea «2» Eje 2 - 2A Sur.
- Línea «5» San Felipe de Jesús – Metro Hidalgo.

Las siguientes líneas del Metrobús cruzan la demarcación:
- Línea 1: Indios Verdes-Caminero, con las estaciones: Circuito, San Simón, Manuel González, Buenavista, El Chopo, Revolución, Plaza de la República, Reforma, Hamburgo, Insurgentes, Durango, Álvaro Obregón, Sonora, Campeche, Chilpancingo y Nuevo León.
- Línea 2: Tacubaya-Tepalcates, con las estaciones: Viaducto, Nuevo León, Escandón, Patriotismo y de La Salle.
- Línea 3: Tenayuca-Pueblo Santa Cruz Atoyac, con las estaciones: Circuito, Tolnahuac, Tlatelolco, Ricardo Flores Magón, Buenavista II, Guerrero, Mina, Hidalgo, Juárez, Balderas, Cuauhtémoc, Jardín Pushkin, Hospital General, Doctor Márquez, y Centro Médico.
- Línea 4: Buenavista-San Lázaro: Buenavista III, Delegación Cuauhtémoc, México-Tenochtitlan, Plaza de la República, Glorieta de Colón, Expo Reforma, Vocacional 5, Juárez, Plaza San Juan, Eje Central, El Salvador, Isabel la Católica, Museo de la Ciudad, Pino Suárez, Las Cruces, Teatro de Pueblo, República de Argentina, República de Chile, Teatro Blanquita, Bellas Artes, Hidalgo y Museo San Carlos.

Esto además de las muchas rutas de colectivos particulares que cruzan la alcaldía de norte a sur y de este a oeste, así como en el resto de la ciudad.

## Telenovelas
Esta Alcaldía se caracteriza porque ahí se realizan la mayoría de las telenovelas grabadas en Ciudad de México. Las más recientes son:
- Hasta el fin del mundo (2014 - 2015). El comandante de la delegación es Félix Tavares, interpretado por Roberto Ballesteros.
- Amor de barrio (2015), grabada en La Lagunilla y en el mercado de dicho barrio.

## Relaciones Internacionales

### Hermanamientos
La alcaldía de Cuauhtémoc tiene relaciones de hermanamiento con las siguientes ciudades alrededor del mundo:
- Zamora, Ecuador (2005).[23]
- Chaoyang, China (2011).[24]
- Tuxpan, México (2015).[25]
- Cuauhtémoc, México (2014).[26]
- Puerto Vallarta, México (2016).[27]
- San Pedro Cholula, México (2016).[28]
- Fresnillo de González Echeverría, México (2019).[29]
- Tláhuac, México (2019).[30]
- Xalapa-Enríquez, México (2019).[31]
- Acapulco de Juárez, México (2019).[32]
- Seocho-gu, Corea del Sur (2020).[33]

### Convenios
Cuauhtémoc cuenta con convenios de cooperación específica, cuyo objetivo es establecer actividades, con la finalidad de facilitar la ejecución del convenio. Estos convenios se celebran porque las partes signatarias focalizan la cooperación específicamente para fortalecer áreas complementarias como turismo, gobierno, seguridad, etc. Los convenios que tiene la ciudad, son con las siguientes ciudades alrededor del mundo:
- Jalpa, México (2015)[34]
- Santa María de la Paz, México (2015)[35]
- Teúl de González Ortega, México (2015)[36]
- Miguel Hidalgo, México (2019)[37]
- Nextlalpan, México (2016)[38]
- Azcapotzalco, México (2019)[37]
- Gustavo A. Madero, México (2019)[39][40]
- Xochimilco, México (2019)[41]
- Hidalgo, México (2019).[42]
- Colima, México (2019)[43]
- Veracruz de Ignacio de la Llave, México (2019).[44][45]